# Ascari del cielo

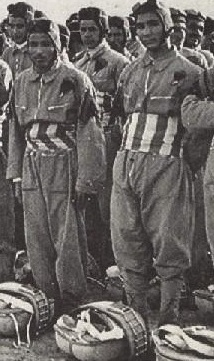
Gruppo di paracadutisti nativi della Libia, soprannominati "Ascari del cielo", con la fascia distintiva a righe verticali bianche e azzurre.

Gli Àscari del cielo fecero parte del primo reparto paracadutisti delle forze armate italiane. Erano tutti di nazionalità libica e costituivano il battaglione Àscari del Reggimento paracadutisti "Fanti dell'aria". Il termine era un soprannome in riferimento al fatto che erano truppe coloniali.

## Storia
Nel 1938 nella Libia italiana furono creati, dal Regio corpo truppe coloniali della Libia, un battaglione di paracadutisti di Àscari libici che, assieme a un battaglione di paracadutisti italiani, costituirono il 1º Reggimento paracadutisti "Fanti dell'aria". Seguì poi un secondo battaglione di ascari.
Infatti il 22 marzo 1938 fu ufficialmente costituito il Battaglione allievi paracadutisti "Fanti dell'aria" formato da circa 300 ascari libici, detti popolarmente gli Ascari del cielo e diretti da una trentina di ufficiali e sottufficiali italiani. Essi erano al comando del tenente colonnello Goffredo Tonini e di stanza all'aeroporto di Castel Benito poi Aeroporto di Tripoli.
Dopo quattro settimane di addestramento venne lanciato simultaneamente l'intero battaglione con l'impiego di 24 monoplani trimotori Savoia-Marchetti S.M.81, appartenenti al 15º Stormo della Regia Aeronautica, propedeutico al lancio di qualche giorno successivo effettuato in notturna, esperimento mai tentato da altri reparti similari.
L'ascaro Mohamed Ben Alì Ugasci fu il primo paracadutista deceduto; ne morirono oltre venti di paracadutisti ascari, in lanci di esercitazione prima dell'inizio della seconda guerra mondiale. Furono notati ed apprezzati da Göring, quando sfilarono davanti a lui nel 1939.
Gli Ascari del cielo non furono utilizzati in combattimento come paracadutisti contro gli Alleati, a differenza dei loro ufficiali e sottufficiali italiani dei "Fanti dell'aria", molti dei quali andarono successivamente nella divisione Folgore.
Infatti nel 1940 gli Ascari del cielo fecero parte del I Battaglione paracadutisti libico "Diavoli Neri" del 1º Reggimento paracadutisti "Fanti dell'aria", composto da 430 libici e 50 reclute libiche, che fu trasferito a Derna nel gennaio 1941. Questi ascari libici furono uniti al Gruppo "Pancano" e con loro costituirono il Gruppo battaglioni paracadutisti o semplicemente Gruppo mobile "Tonini" assegnato a El Fteiah come riserva della 10ª Armata, con 850 effettivi e dotato di 8 cannoni controcarri da 47/32 Mod. 1935, 8 mitragliatrici pesanti Fiat Mod. 35, 30 fucili mitragliatori Breda Mod. 30 e 12 mitragliere contraeree Breda 20/65 Mod. 1935.
Nel dicembre 1942 i rimanenti di questi paracadutisti ascari libici, a differenza della maggior parte dei paracadutisti del battaglione italiano, furono catturati nell'avanzata di Montgomery in Libia dopo El Alamein.

## Uniforme
L'uniforme era caratterizzata dalla fascia distintivo a righe verticali azzurre e bianche, con fiocco della "tachia" azzurro. L'uniforme da lancio era costituita da una tuta ed una cuffia per piloti.